# Carl Friedrich Roewer
Carl Friedrich Roewer est un arachnologiste allemand, né le 12 octobre 1881 à Neustrelitz et mort le 17 juin 1963.

## Biographie
Il étudie l’histoire naturelle à l’université d'Iéna et devient, en 1906, l’assistant Ernst Haeckel (1834-1919). Il part travailler auprès de Karl Matthias Friedrich Magnus Kraepelin (1848-1915) où il commence à s’intéresser aux arachnides. Il s’installe à Brème en 1910. Il y dirige le musée d’outre-mer (Übersee-Museum) à partir de 1930.
Il décrit le tiers de tous les opilions connus aujourd’hui, soit 2 260 espèces, ainsi qu’environ 700 taxons d’araignées et de nombreux solifuges.
Sa collection est conservée au Senckenbergische Naturforschende Gesellschaft, outre ses propres types, on y trouve des spécimens historiques dont ceux de Ludwig Carl Christian Koch (1825-1908), d’Eugène Simon (1848-1924), de Tord Tamerlan Teodor Thorell (1830-1901), de Philipp Bertkau (1849-1895) et de Friedrich Dahl (1856-1929). Cette institution conserve également sa bibliothèque.